# Scotogramma implexa
Scotogramma implexa là một loài bướm đêm trong họ Noctuidae.